# Mónica Arango
Mónica Sarai Arango Estrada es una deportista colombiana de la especialidad de natación artística. Actualmente es la mejor deportista de Suramérica en esta modalidad. Fue campeona de Centroamérica y del Caribe en Mayagüez 2010, campeona Suramericana en Cochabamba 2018, campeona Bolivariana en Santa Marta 2017 y campeona Suramericana 2021 en las pruebas de solo, dueto y equipo. Hace parte del primer dueto que clasificó por Colombia a unos Juegos Olímpicos en natación artística Río 2016 y logró de nuevo la clasificación en Tokio 2020. 

## Trayectoria
La trayectoria deportiva de Mónica Arango se identifica por su participación en los siguientes eventos nacionales e internacionales:

### Juegos Centroamericanos y del Caribe
Fue reconocido su triunfo de ser la primera deportista con el mayor número de medallas de plata de la selección de Colombia en los juegos de Mayagüez 2010.

#### Juegos Centroamericanos y del Caribe de Mayagüez 2010
Su desempeño en la vigésima primera edición de los juegos, se identificó por ser la segunda deportista con el mayor número de medallas de plata entre todos los participantes del evento, con un total de 4 medallas:

- , Medalla de plata: Combinación
- , Medalla de plata: Dúo Rutina
- , Medalla de plata: Equipo Libre
- , Medalla de plata: Equipo Técnica
- , Medalla de bronce: Dúo Libre